# Mads Laudrup
Mads Thunø Laudrup (Nacido el 9 de febrero de 1989 en Milán, Italia) es un exfutbolista italo-danés. Su hermano es Andreas Laudrup y su padre Michael Laudrup.

## Trayectoria
Laudrup jugó para el Kjøbenhavns Boldklub (KB), el equipo de reserva del FC Copenhague (FCK), mientras estudiaba en la "Falkonergårdens Gimnasio".
Hizo su debut con el Football Club Copenhague en el torneo oficial 2006 Viasat Copa en mayo de 2006. Después de jugar la primera mitad de la temporada 2006-07 en el equipo juvenil. Hizo su debut oficial con el FCK en la Liga Real, jugando dos partidos contra el Lillestrøm SK en noviembre y diciembre de 2006. En año nuevo de 2007, fue promovido a la escuadra superior KB, un año antes, junto a Saban Ozdogan.
El 30 de marzo de 2007 fue seleccionado contra el AC Horsens, para el partido del día siguiente. A 3 minutos para el final, reemplazó a Jesper Grønkjær en este partido, que fue su debut en la liga. En el verano de 2007 fue movido al primer equipo y también firmó un nuevo contrato con el FC Copenhague. El acuerdo lo mantuvo con el club hasta el 30 de junio de 2009. Salió el 14 de enero de 2009 para unirse a Boldklub Herfølge quien firmó un contrato hasta el 30 de junio de 2011.

## Selección nacional
Ha jugado con las Categorías Inferiores de la Selección Danesa.

## Clubes
| Club                 | País      | Año           |
| -------------------- | --------- | ------------- |
| FC Copenhagen        | Dinamarca | 2006-2009     |
| Kjøbenhavns Boldklub | Dinamarca | 2007          |
| Herfølge Boldklub    | Dinamarca | 2009          |
| HB Køge              | Dinamarca | 2009-2012     |
| Stjarnan (Cedido)    | Islandia  | 2012-Presente |